# Списак локалитета у режиму заштите на Фрушкој гори
Режим заштите I степена као најстрожи режим заштите, обухвата површину од 933ha, односно 3,7% од укупне површине НП Фрушка гора. Режим заштите подразумева забрану свих облика коришћења и активности, осим научних истраживаwа, контролисаних посета и едукације, те хитних интервенција у случају пожара, елементарних непогода, удеса, појаве болести и најезде штеточина.
Следи списак локалитета у режиму заштите I степена на Фрушкој гори:
| Назив                              | Локација                                 | Површина (ха) |
| ---------------------------------- | ---------------------------------------- | ------------- |
| Биклав                             | На потесу Нател изнад Свилоша            | 11,09         |
| Велики Градац                      | Између Раковца и Врдника                 | 0,92          |
| Врбица                             | Јужни део НП Фрушка гора                 | 2,58          |
| Грабић на Кестенском путу          | Северни део НП Фрушка гора               | 10,27         |
| Градац                             | Северне падине НП Фрушка гора            | 19,51         |
| Гргуревачка пећина на Поповом чоту | Изнад села Гргуревци                     | 0,89          |
| Дреновац                           | У северном делу НП Фрушка гора           | 3,90          |
| Ђурђин граб                        | У централном делу НП Фрушка гора         | 43,99         |
| Змајевац—Камењар                   | Изнад каменолома Стари Раковац           | 50,90         |
| Игњатов храст                      | На јужним падинама НП Фрушка гора        | 28,52         |
| Јаворнати до                       | У северном делу НП Фрушка гора           | 20,67         |
| Јазак                              | Јужни део НП Фрушка гора                 | 5,14          |
| Јанок—Кишелез                      | У северозападном делу НП Фрушка гора     | 62,15         |
| Калин поток                        | На јужним падинама НП Фрушка гора        | 82,66         |
| Краљевац                           | Јужни део НП Фрушка гора                 | 6,08          |
| Краљеве столице                    | У централном делу НП Фрушка гора         | 12,82         |
| Лежимир                            | У југозападном делу НП Фрушка гора       | 28,93         |
| Орловац                            | У централном делу НП Фрушка гора         | 28,65         |
| Папратски До                       | На западу централног дела                | 71,35         |
| Поповица                           | У северном делу НП Фрушка гора           | 18,70         |
| Равне                              | На западу централног дела НП Фрушка гора | 95,69         |
| Равни брег                         | У централном делу НП Фрушка гора         | 16,20         |
| Раковачки мали поток               | У централном делу НП Фрушка гора         | 72,39         |
| Роков поток—Папрадине              | У североисточном делу НП Фрушка гора     | 36,83         |
| Срнећи поток—Татарица              | Јужни део НП Фрушка гора                 | 36,03         |
| Стражилово                         | У североисточном делу НП Фрушка гора     | 15,15         |
| Суви поток                         | У североисточном делу НП Фрушка гора     | 6,35          |
| Црвене кречане — Козaрски поток    | У централном делу НП Фрушка гора         | 21,93         |
| Чендревити чот (Кобила)            | У централном делу НП Фрушка гора         | 0,81          |
| Черевићки поток —Ђерова коса       | На северним падинама НП Фрушка гора      | 102,51        |
| Локалитет Широки цер               | У централном делу НП Фрушка гора         | 4,09          |
| Шуљам                              | Јужни део НП Фрушка гора                 | 15,63         |